# (5366) Rhianjones
(5366) Rhianjones es un asteroide perteneciente al cinturón de asteroides, descubierto el 2 de marzo de 1981 por Schelte John Bus desde el Observatorio de Siding Spring, Nueva Gales del Sur, Australia.

## Designación y nombre
Designado provisionalmente como 1981 EY30. Fue nombrado Rhianjones en honor a la petróloga Rhian Jones que trabajó en el Instituto de Meteorítica de la Universidad de Nuevo México. Su trabajo ha mejorado nuestra comprensión de los procesos mediante los cuales se formaron cóndrulos en la nebulosa solar y luego fueron modificados por el calor y los fluidos en planetas menores.

## Características orbitales
Rhianjones está situado a una distancia media del Sol de 2,240 ua, pudiendo alejarse hasta 2,704 ua y acercarse hasta 1,777 ua. Su excentricidad es 0,206 y la inclinación orbital 4,048 grados. Emplea 1225,32 días en completar una órbita alrededor del Sol.

## Características físicas
La magnitud absoluta de Rhianjones es 14. Tiene 4,235 km de diámetro y su albedo se estima en 0,226. 